# Sky Greenland
Sky Greenland (ursprünglich Greenland Express mit Sitz in Kangerlussuaq, Grönland) war eine dänische virtuelle Fluggesellschaft mit Sitz auf dem Flughafen Aalborg in Nørresundby. Das Unternehmen ist seit Ende 2016 nicht mehr aktiv.

## Geschichte

### Greenland Express
Greenland Express wurde im Jahr 2013 als virtuelles Unternehmen von Gert Brask gegründet, um Flugverbindungen zwischen Grönland und Dänemark zu vermarkten und unter eigenem Markenauftritt befliegen zu lassen. Weil die Gesellschaft kein Air Operator Certificate (AOC) besaß, beauftragte sie die niederländische Denim Air ACMI mit der Durchführung ihres Flugbetriebs im Wetlease. Die niederländische Gesellschaft setzte hierzu eine Fokker 100 in Farbgebung des virtuellen Unternehmens ein. Die Flüge auf der Strecke von Aalborg (Dänemark) nach Kangerlussuaq und Narsarsuaq (Grönland) begannen wegen fehlender Genehmigung erst im Juni 2014. Die Verbindung wurde mit planmäßigen Zwischenstopps in Kopenhagen und Keflavík (Island) absolviert. Aufgrund von Differenzen zwischen Greenland Express und Denim Air ACMI endete der Flugbetrieb bereits nach drei Monaten im September 2014.
Greenland Express plante, die internationale Verbindung im Mai 2015 mit zwei im Wetlease gemieteten Airbus A320 erneut aufzunehmen und daneben auch Inlandsflüge in Grönland mit Let L-410 durchführen lassen. Beide Vorhaben wurden nicht realisiert. Obwohl der Flugbetrieb seit einem Jahr ruhte und Greenland Express kein AOC besaß, unterzeichnete die virtuelle Gesellschaft beim Flugzeughersteller Suchoi im September 2015 eine Absichtserklärung, fünf werksneue Suchoi Superjet 100 leasen zu wollen. Die ersten zwei Maschinen sollten 2016, die drei anderen bis 2018 ausgeliefert werden.

### Sky Greenland
Die virtuelle Gesellschaft wurde Anfang Januar 2016 umfirmiert zu Sky Greenland. Deren Eigentümer Gert Brask kaufte zugleich die niederländische Denim Air ACMI auf und übernahm deren geleaste Fokker 50, Fokker 100 und Embraer ERJ 145 sowie deren AOC.
Eine Fokker 100 dieser Fluggesellschaft wurde im Sommer 2016 in Farben von Sky Greenland als Ersatzcharterflugzeug für Norwegian Air Shuttle eingesetzt. Zusätzlich sollten im August 2016 zwei Fokker 50 von VLM Airlines übernommen und durch Denim Air ACMI innerhalb Grönlands für Sky Greenland betrieben werden.
Im November 2016 zogen die niederländischen Luftfahrtbehörden die Fluggenehmigung für Denim Air ACMI zurück, während kurz zuvor der Leasingvertrag für die Fokker 100, die zuletzt für Air France Hop flog beendet wurde. Die Embraer ERJ145 wurde von People’s auf der Strecke zwischen Köln und Friedrichshafen eingesetzt. Anschließend verließ Gründer Gert Brask das Unternehmen. Zwischen Januar 2017 und April 2018 wurde das insolvente Unternehmen zwangsaufgelöst.